# Don Pope
Don Pope (ur. 10 stycznia 1972) – amerykański zawodnik futbolu amerykańskiego i strongman.
Jeden z najlepszych amerykańskich siłaczy. Drugi Wicemistrz Świata Strongman 2006.

## Życiorys
Don Pope wziął udział czterokrotnie w indywidualnych Mistrzostwach Świata Strongman, w latach 2003, 2005, 2006 i 2007. W Mistrzostwach Świata Strongman 2003 nie zakwalifikował się do finału.
Mieszka w Fairview Park (Ohio). Żonaty z Chrissy.
Wymiary:
- wzrost 192 cm
- waga 140 - 150 kg
- biceps 53 cm
- klatka piersiowa 132 cm
- talia 97 cm

Rekordy życiowe:
- przysiad ok. 450 kg
- wyciskanie ? kg
- martwy ciąg 363,2 kg

## Osiągnięcia strongman
- 2004
  - 9. miejsce - Mistrzostwa USA Strongman 2004
- 2005
  - 3. miejsce - Super Seria 2005: Mohegan Sun
  - 8. miejsce - Mistrzostwa Świata Strongman 2005, Chengdu, Chiny
- 2006
  - 5. miejsce - Super Seria 2006: Moskwa
  - 3. miejsce - Mistrzostwa Świata Strongman 2006, Sanya, Chiny
- 2007
  - 9. miejsce - Mistrzostwa Świata Strongman 2007, Anaheim, USA